# Campoplex apicalis
Campoplex apicalis är en stekelart som beskrevs av Gaspard Auguste Brullé 1846. Campoplex apicalis ingår i släktet Campoplex och familjen brokparasitsteklar. Inga underarter finns listade.